# Skulpturenufer
Koordinaten: 53° 6′ 12″ N, 8° 26′ 56,1″ O

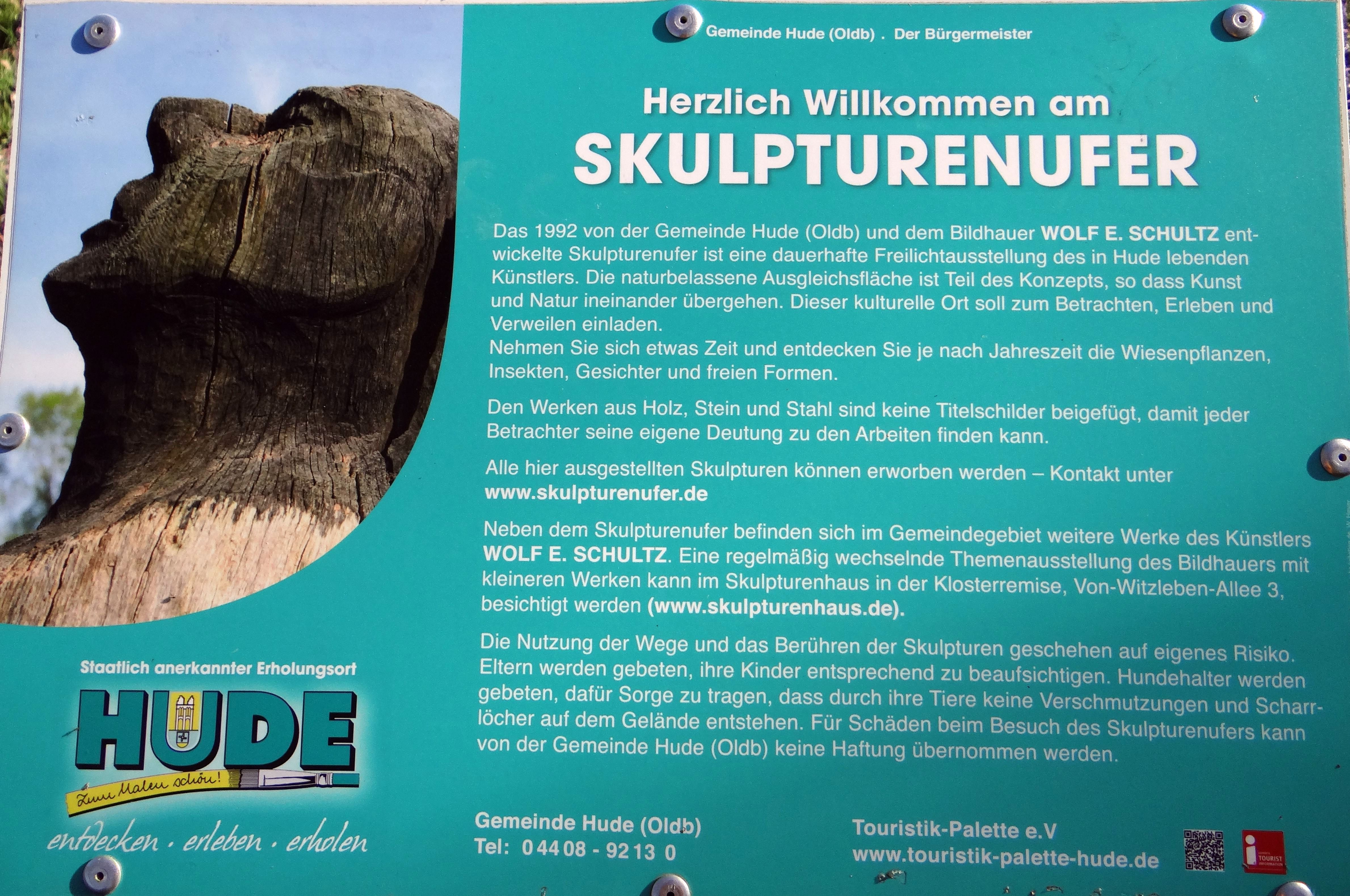
Infotafel der Gemeinde

Das Skulpturenufer ist ein Gemeinschaftsprojekt der Gemeinde Hude im niedersächsischen Landkreis Oldenburg und des in Hude lebenden Künstlers Wolf E. Schultz.
Die Freiluft-Dauerausstellung wurde am 31. Mai 1992 eröffnet und ist 1,4 ha groß. Das Skulpturenufer ist eine frei zugängliche naturbelassene Ausgleichsfläche der Gemeinde und liegt am Vielstedter Kirchweg in Hude.
Auf der Wiese am Huder Bach stehen rund 40 große Skulpturen. Die Materialien der figurativen und abstrakten Dauerleihgaben sind aus Stahl, Stein und Holz. Neben der Funktion als Ausflugsziel in der Wildeshauser Geest für Wanderer und Radfahrer dient das Skulpturenufer als Präsentationsfläche des Künstlers. Ergänzend zu einem befestigten Weg, der längs durch das Skulpturenufer führt, gibt es kleine Trampelpfade zu den Werken des Künstlers.

## Werke (Auswahl)

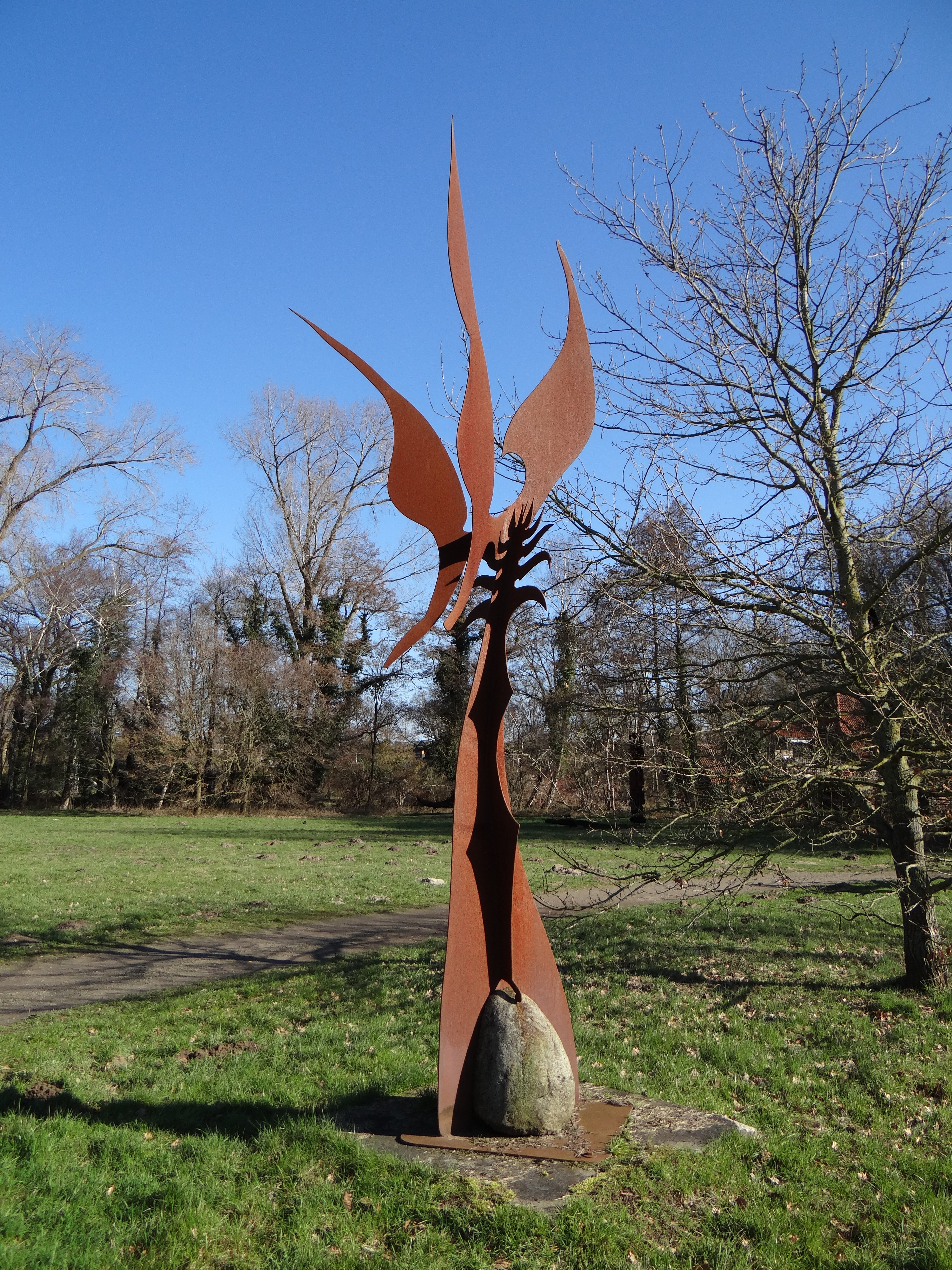
Rotblättriger Lärmfresser
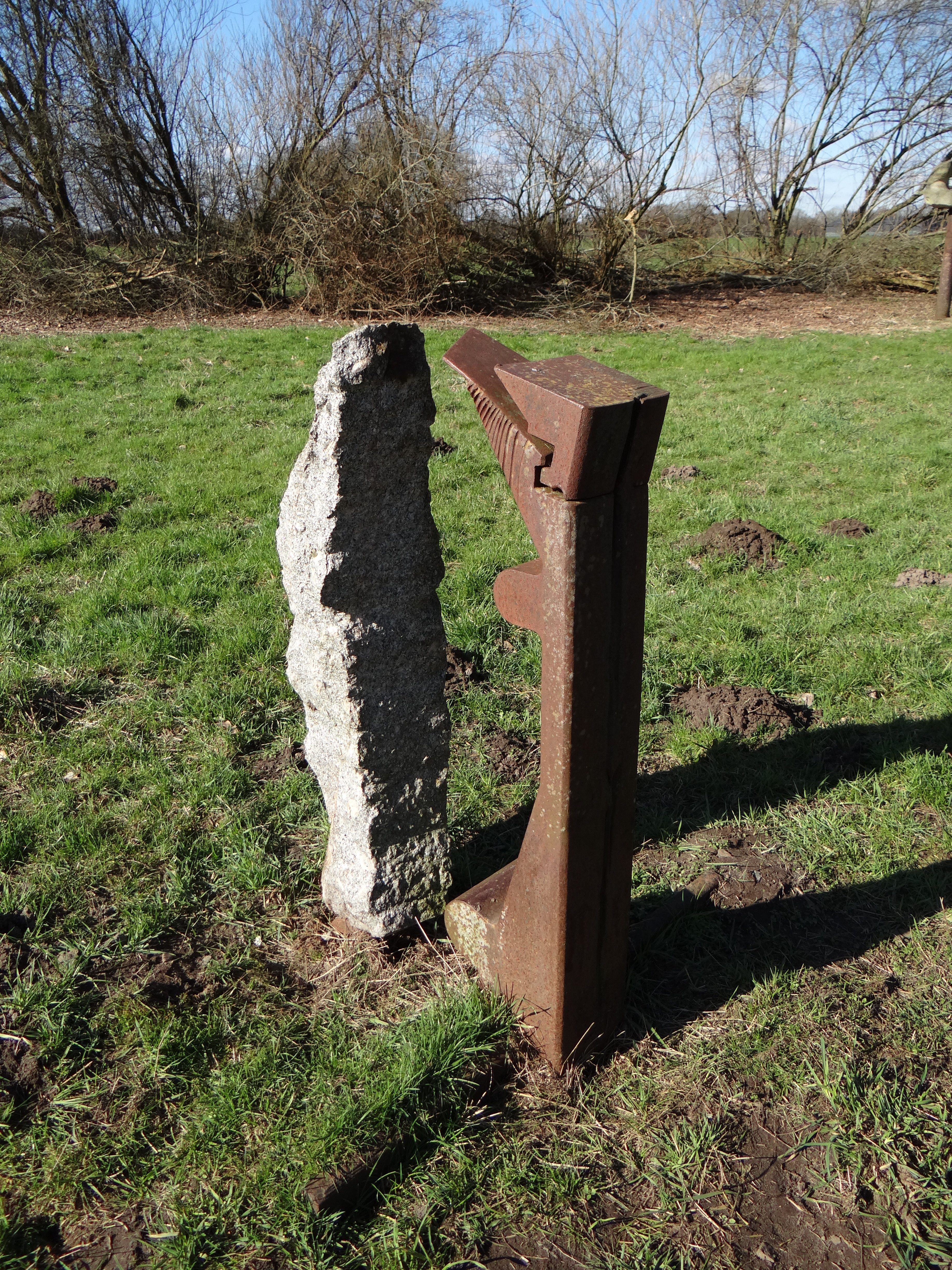
Austausch der Argumente
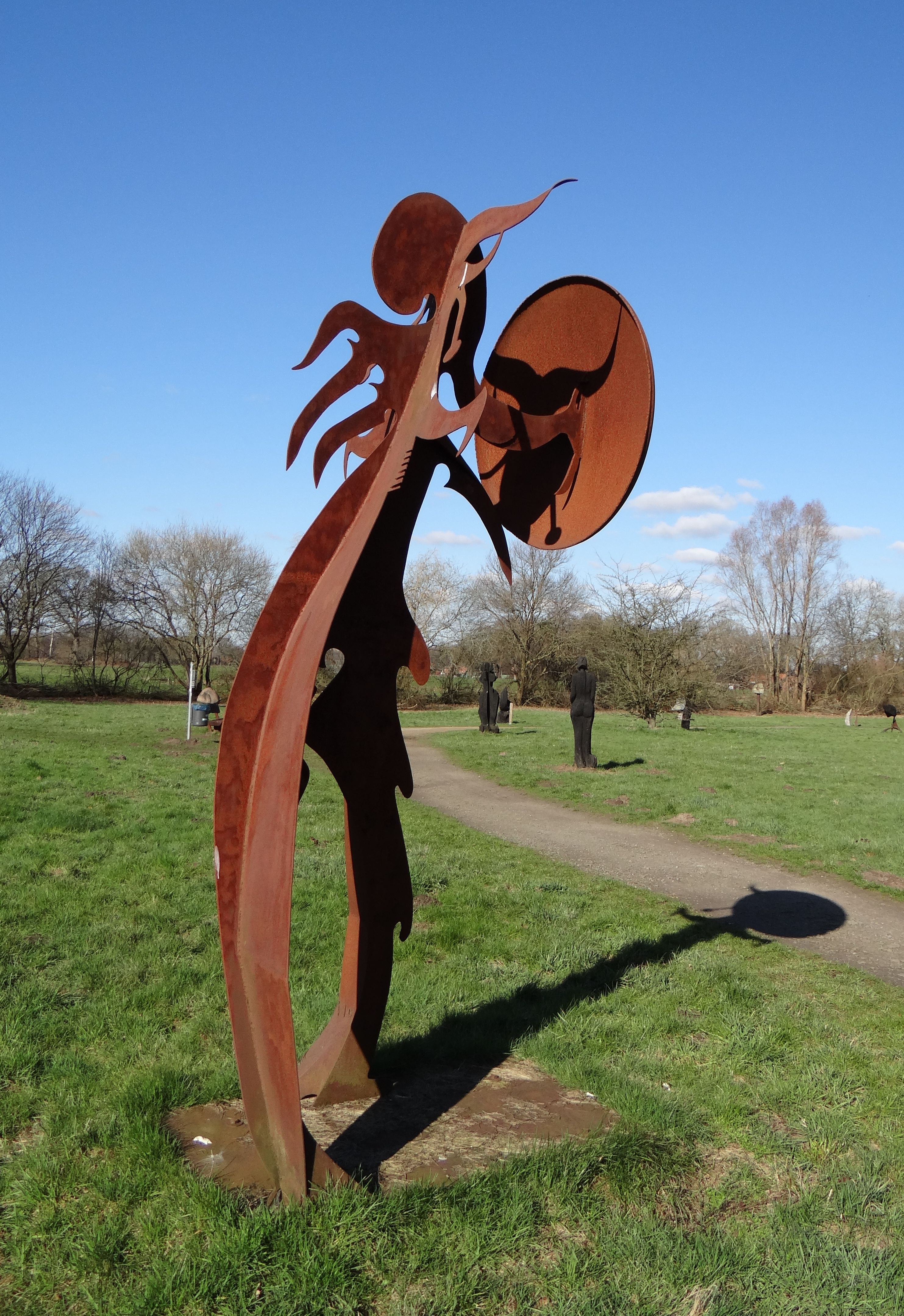
Ahriman
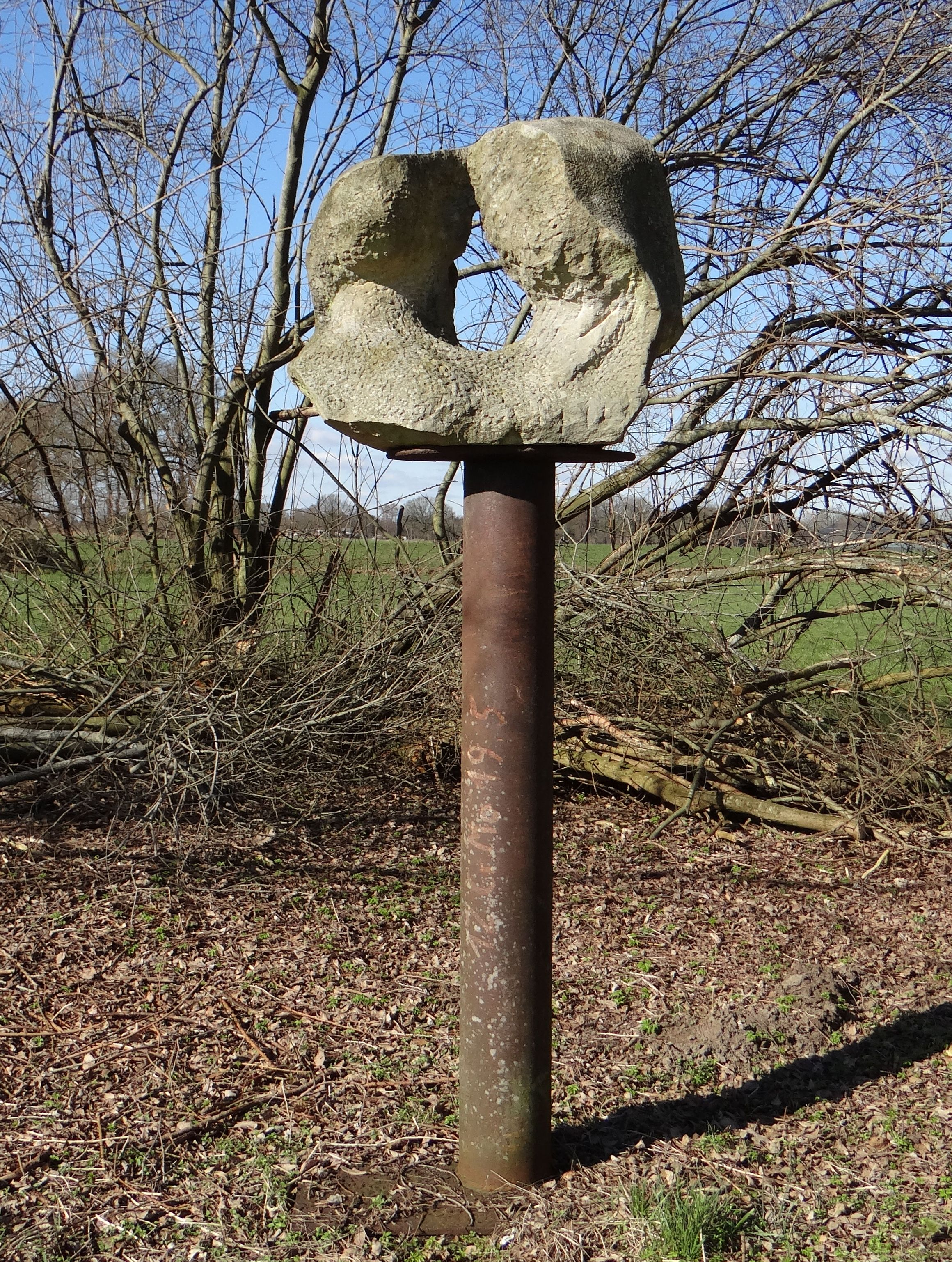
Interaktion
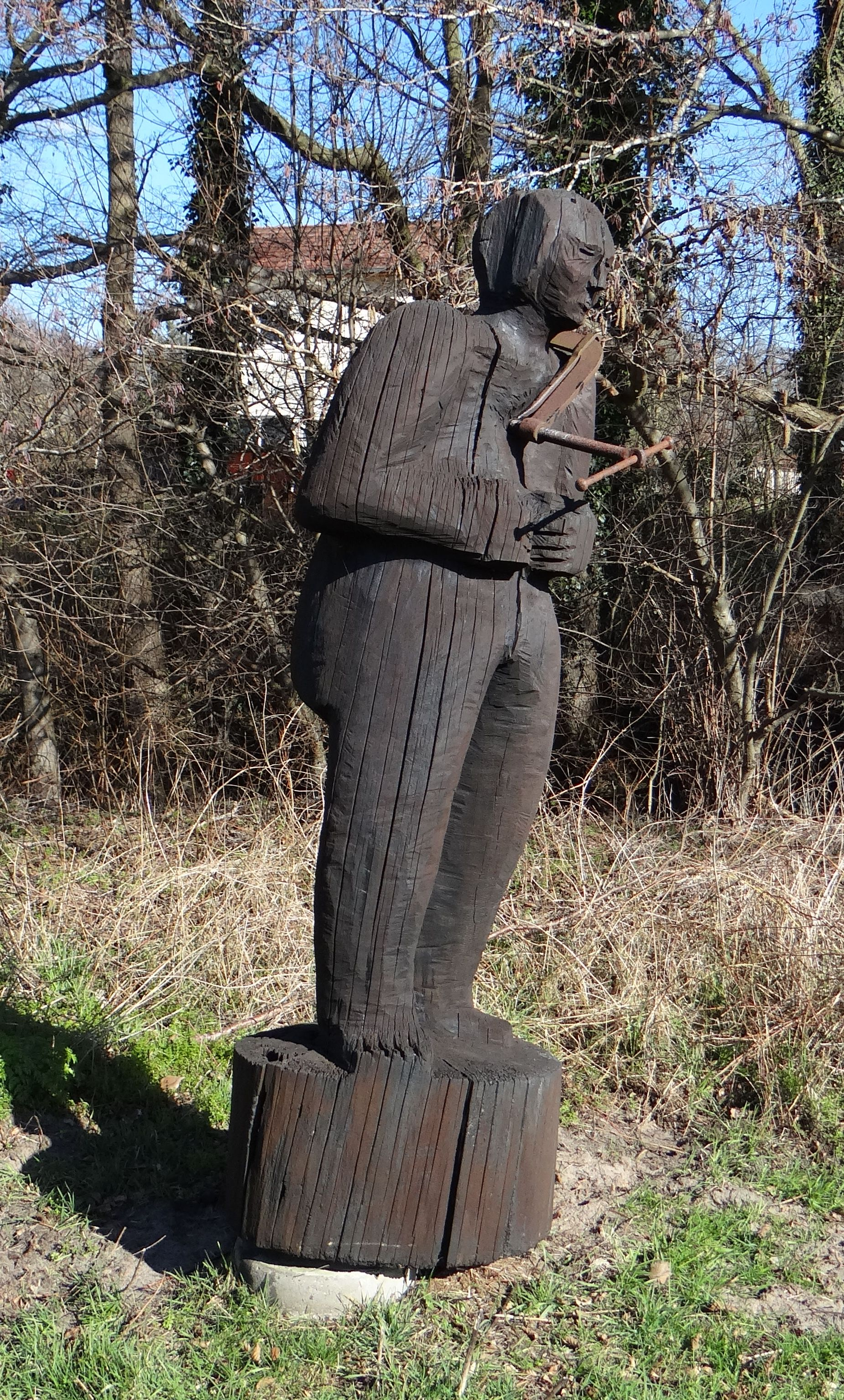
Der Raucher
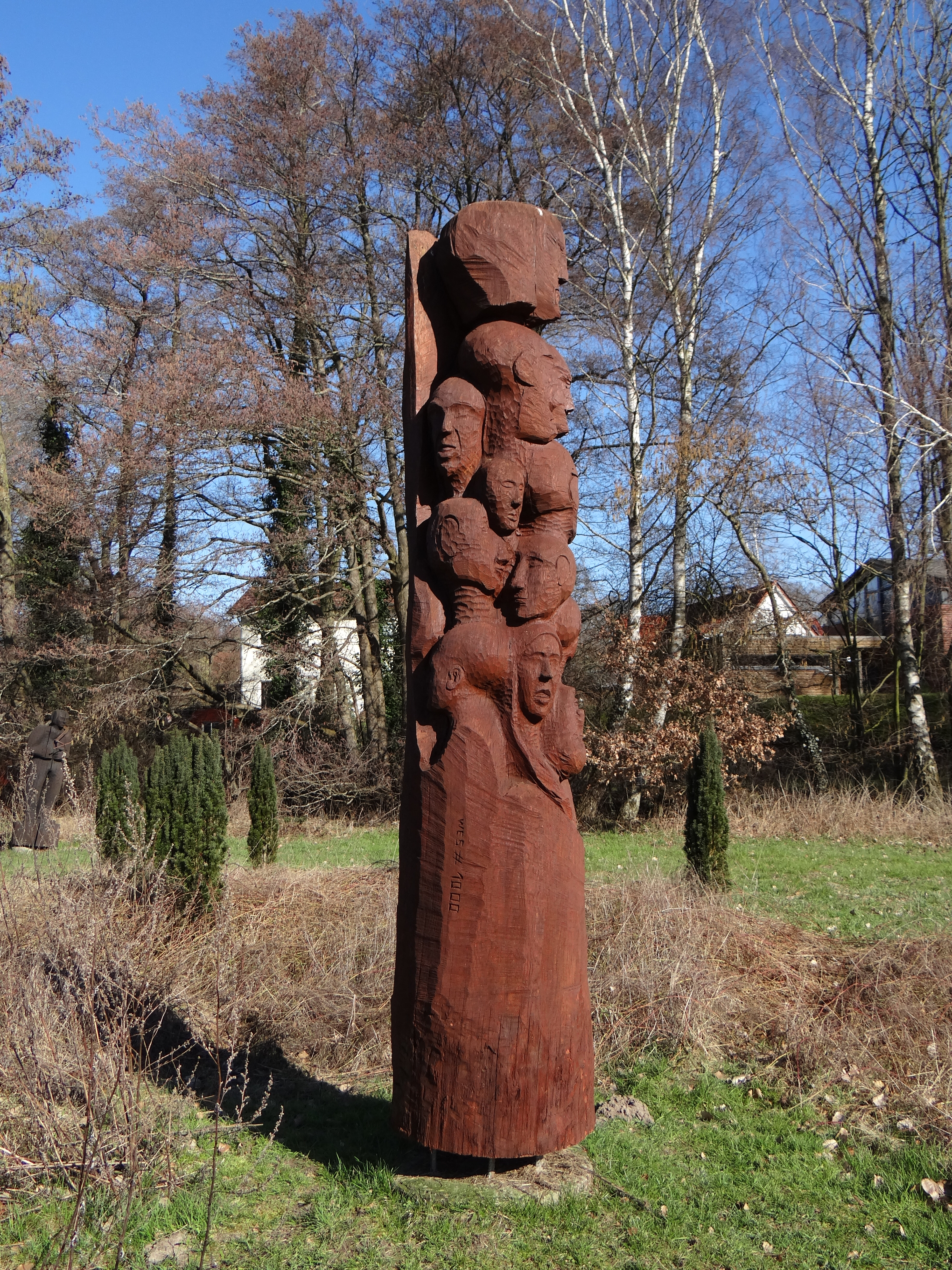
Die Völker der Welt